# Lazer Guided Melodies
Az 1992-es Lazer Guided Melodies a Spiritualized debütáló nagylemeze. Az albumot az együttes eredeti felállása rögzítette. Kazetta, CD és hanglemez (2 LP) formájában jelent meg. Szerepel az 1001 lemez, amit hallanod kell, mielőtt meghalsz című könyvben.

## Az album dalai
|    | Cím                                                  | Szerző(k)          | Hossz |
| -- | ---------------------------------------------------- | ------------------ | ----- |
| 1. | You Know It's True/If I Were with Her Now/I Want You | Jason Pierce       | 13:12 |
| 2. | Run/Smiles/Step into the Breeze/Symphony Space       | J. J. Cale, Pierce | 14:45 |
| 3. | Take Your Time/Shine a Light                         | Pierce             | 14:09 |
| 4. | Angel Sigh/Sway/200 Bars                             | Pierce, Mark Refoy | 19:54 |

## Közreműködők

### Zenészek
- Jason Pierce – gitár (Fender Telecaster, Eko Rocket, akusztikus gitár), cimbalom, autoharp, zongora, ének
- Kate Radley – billentyűk (Vox Continental, Farfisa Compact, zongora), ének
- Mark Refoy – gitár (Gretsch Country Gent, Epiphone Casino, Fender Telecaster, akusztikus gitár), cimbalom
- Will Carruthers – basszusgitár (Gibson Thunderbird)
- Jonny Mattock – dob, ütőhangszerek, cimbalom
- Simon Clarke – fuvola
- Roddy Lorimer – trombita
- Will Gregory – szaxofon
- Colin Humphries – cselló
- Martin Robinson – cselló
- Owen John – hegedű

### Produkció
- Jason Pierce - producer
- Jason Pierce, Barry Clempson – keverés
- Angus Wallace, Barry Clempson, Declan O'Regan, Mike Long és Paul Adkins – hangmérnök
- Chris Blair – mastering
- Gavin Lindsay – művészi munka
- Pete Gardner – fényképek
- Andrew Sutton és Albert Tupelo – borító

## Fordítás
Ez a szócikk részben vagy egészben a Lazer Guided Melodies című angol Wikipédia-szócikk ezen változatának fordításán alapul.  Az eredeti cikk szerkesztőit annak laptörténete sorolja fel. Ez a jelzés csupán a megfogalmazás eredetét és a szerzői jogokat jelzi, nem szolgál a cikkben szereplő információk forrásmegjelöléseként.